# Lecythidales
Ordre
Classification APG II (2003)
Classification APG III (2009)
Les Lecythidales sont un ordre de plantes dicotylédones.
En classification classique de Cronquist (1981) il ne comprend qu'une famille:
- Lécythidacées.

Pour la classification phylogénétique APG II (2003) et la classification phylogénétique APG III (2009), cet ordre n'existe pas, et la famille des Lécythidacées fait maintenant partie de l'ordre des Ericales.